# 華林問題
华林问题（英語：Waring's problem）是数论中的问题之一。1770年，爱德华·华林猜想，对于每个非1的正整数k，皆存在正整数g(k)，使得每个正整数都可以表示为g(k)个非負整數的k次方之和。

## 與四平方和定理之關係
在三世纪時，数学家丢番图首先提出「是否每一個正整數都是四個平方數之和」的問題。1730年，欧拉開始研究該問題，但未得出證明。
第一个給出完整证明的是拉格朗日，他的证明用了欧拉的一个公式：
{\displaystyle (a^{2}+b^{2}+c^{2}+d^{2})(x^{2}+y^{2}+z^{2}+w^{2})=(ax+by+cz+dw)^{2}+(ay-bx+cw-dz)^{2}+(az-bw-cx+dy)^{2}+(aw+bz-cy-dx)^{2}}
後來歐拉也給出另一證明。

## 华林猜想
1770年，华林发表了《代数沉思录》（Meditationes Algebraicae），其中说，每一个正整数至多是9个立方数之和；至多是19个四次方之和。还猜想，每一个正整数都是可以表示成为至多r个k次幂之和，其中r依赖于k。

## 研究进展
1909年，大卫·希尔伯特首先用复杂的方法证明了g(k)的存在性。1943年，U.V.林尼克给出了关于g(k)存在性的另一个证明。然而，尽管g(k)的存在性已被证明，人们尚且无法知晓g(k)与k之间的关系。华林自己推测g(2)=4，g(3)=9，g(4)=19。
1770年，拉格朗日证明了四平方和定理，指出g(2)=4。1909年亚瑟·韦伊费列治证明了g(3)=9。
1859年，刘维尔证明了g(4)<=53，他的想法是借助一个恒等式（Liouville polynomial identity）：
{\displaystyle 6n^{2}=6(x_{1}^{2}+x_{2}^{2}+x_{3}^{2}+x_{4}^{2})^{2}=\sum _{i<j}\left(x_{i}+y_{j}\right)^{4}+\sum _{i<j}\left(x_{i}-y_{j}\right)^{4}}
後來哈代和李特尔伍德得到g(4)<=21, 1986年巴拉苏布拉玛尼安证明了g(4)=19。1896年马力特得到g(5)<=192；1909年韦伊费列治将结果改进为g(5)<=59；1964年陈景润证明了g(5)=37。
事实上，莱昂哈德·欧拉之子J.A.欧拉猜想：{\displaystyle g(k)=2^{k}+\lfloor (3/2)^{k}\rfloor -2}（"{\displaystyle \lfloor q\rfloor }"表示对"q"向下取整）（也就是只要看小於3k的正整數當中，最多只需要幾個k次方數的和，就可以了，例如k=4的情形，小於81的數字當中，最多的就是79，需要19個四次方數，因此有g(4)=19）至1990年，对于6<=k<=471600000此式已经被计算机验证为正确。

## 更强的问题
由于g(k)的值严重依赖于正整数较小时的情况，人们提出了一个更强的问题，求对于每个充分大的正整数，可使它们分解为k次方数的个数G(k)。此问题进展较慢，至今G(3)仍无法确定。

## 其他推廣

### 华林-哥德巴赫问题
陳述：對於任何一個正整數n，是否存在一個數k，使得每個充分大的整數都可以表示為k個質數的n次冪的和？
此問題在1938年已被華羅庚證明成立。

### 表法数问题
任给一个正整数都是可以表为四个平方数之和。进一步，给定一个正整数，表示成为四个平方数的不同表示法有多少种？這問題已由雅可比給出了解答。
但是，对于立方和，四次方和等等的情況，仍然非常困难。

### 不限于正整数
考虑用有理数的方幂和来表示正有理数。